# Condado de Béziers
El condado de Béziers fue una jurisdicción feudal de Occitania. Se sabe que alguna vez se refugiaron los hispani en este condado, también en Narbona y Carcasona.
Antiguamente, el condado de Béziers y otros más formaron parte de la denominada Marca de Gotia. Carlos el Calvo, nieto de Carlomagno, le concedió a Bernardo de Gotia en 865 el condado de Béziers, además de Narbona, Agde, Magalona, Nimes, y los de Barcelona y Rosellón.
En el 1171, el noble y conde de Cerdaña, Ramón Berenguer IV de Provenza, se había hecho con este condado.
En 1209, Simón IV de Montfort se hizo con el control del condado en compañía de Aimerico Pérez.